# Jean-Baptiste Drouet d'Erlon

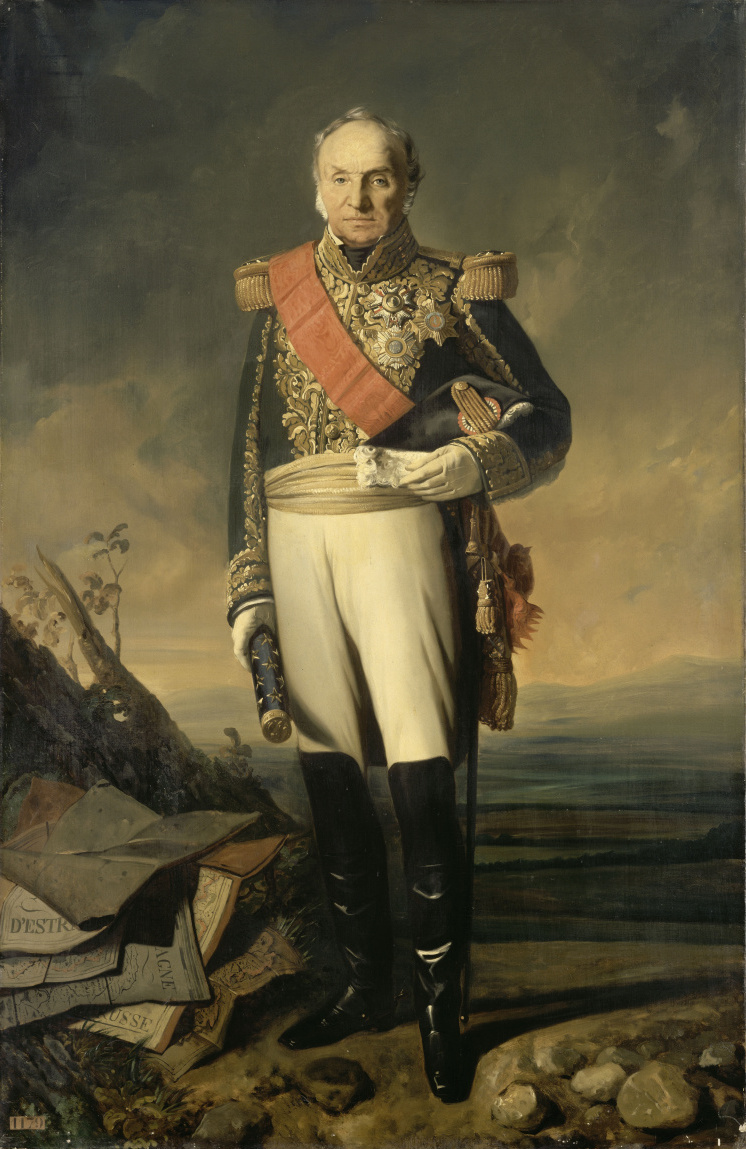
Jean-Baptiste Drouet d'Erlon

Jean-Baptiste Drouet, graaf van Erlon (Reims, 29 juli 1765 - Parijs, 25 januari 1844) speelde een belangrijke rol als divisiegeneraal tijdens de Slag bij Waterloo in het leger van Napoleon Bonaparte.
Hij nam in 1782 dienst in het koninklijk leger om later, zonder problemen, over te stappen naar het republikeins leger. Tijdens het consulaat van Napoleon streed hij in Zwitserland en het Rijnland.
In 1810 verbleef hij in Spanje waar hij verschillende functies vervulde voor het Eerste Franse Keizerrijk.
Na het eerste aftreden van Napoleon werd Drouet d'Erlon opgenomen in het koninklijk leger van Lodewijk XVIII om, bij de terugkeer van Napoleon uit Elba, naar hem over te lopen.
Historici wijten  zijn niet-deelneming aan de Slag bij Ligny en de Slag bij Quatre-Bras aan de tegenstrijdige bevelen die hij ontving.
Tijdens de Slag bij Waterloo leidde hij zijn legerkorps in een aanval op de linkervleugel van Wellington, die mislukte. Zijn troepen slaagden er later wel in de hoeve La Haye Sainte in te nemen. Tijdens een geallieerde bajonetcharge op zijn korps sneuvelde hun bevelvoerder Thomas Picton.
Hij ontsnapte aan fusillering na de tweede troonsafstand van Napoleon door naar Beieren uit te wijken en kwam daar aan de kost als brouwer en café-uitbater. Hij bleef er tot 1825 om dan opnieuw in het Frans leger te worden opgenomen. Hij diende zijn land van 1834 tot 1835 in Noord-Afrika en schopte het tot maarschalk.
- Bibliothèque nationale de France: cb124624824 (data)
- Gemeinsame Normdatei: 1045809268
- International Standard Name Identifier: 0000 0000 8391 4473
- Library of Congress Control Number: n85259979
- Base Léonore: LH//806/42
- Nederlandse Thesaurus van Auteursnamen: 073027901
- SNAC: w6627c9m
- Système universitaire de documentation: 085600288
- Virtual International Authority File: 69027529